# Bouandougou
Bouandougou est une ville située au nord-ouest de la Côte d'Ivoire, et appartenant au département de Mankono, dans la Région du Worodougou. La localité de Bouandougou est un chef-lieu de commune et de sous-préfecture .

## Histoire
Bouandougou   est plutôt un village fondé au XVIe siècle par les Kamagaté en quête de terre fertile et favorable à leur religion : l’islam. En fait, ces Kamagaté, des Wangara, qui constituent l’élément central de la diaspora Soninké et de l’islamisation de l’Afrique de l’ouest ont une origine lointaine qui remonte au royaume du Ghana. Là, ils étaient nommés Wakoré et avaient obtenu apparemment du roi, le privilège de faire le commerce de la poudre d’or. Ces Soninké ou plus simplement ces Mandé-dioula seraient originaires de ghanéen  qui, avec la destruction de l’empire du Ghana, auraient quitté le Mandé. Après s'être installés dans plus de huit localités différentes, ils choisirent, enfin, cet emplacement qui répondait aux caractéristiques de l'endroit tant recherché ; à savoir, qu'elle devait être le point d’union entre sept sources d'eaux différentes. Quand l'endroit fut reconnu, les Kamagaté demandèrent à Boua, propriétaire de ce lopin de terre la permission de s'y installer. L'accord obtenu sans difficulté, des sages Kamagaté partirent à la Mecque faire des bénédictions et des prières avant l'occupation effective de la Zone. C’est ainsi que le nouveau village fut appelé Bouandougou « village de Boua » en Malinké. Le village gardera sa stabilité jusqu’à ce jour en dépit des guerres triballes incessantes dans la région. C’est l’un des rares villages sinon le seul qui échappera aux razzias de Samory…